# 2-甲基氯化苄

2-甲基氯化苄的合成

2-甲基氯化苄是一种有机化合物，结构简式CH3C6H4CH2Cl，可由硫酰氯与邻二甲苯合成。